# Marciano (imperador bizantino)
Flávio Marciano Augusto (em latim: Flavius Marcianus Augustus), mais conhecido apenas como Marciano (em latim: Marcianus; em grego clássico: Μαρκιανός; ca. c. 392 - 27 de janeiro de 457) foi imperador bizantino de 450 a 457. Pouco se sabe sobre sua vida antes de tornar-se imperador. Foi doméstico sob Ardabúrio e seu filho Áspar por 15 anos. Após a morte de Teodósio II em 28 de julho de 450, foi feito candidato ao trono por Áspar, que manteve grande influência devido seu poder militar. Após um mês de negociações, Pulquéria, irmã de Teodósio, concordou em se casar com Marciano e Zenão, um líder militar de similar influência, concordou em ajudar Marciano a tornar-se imperador em troca da posição de patrício. Marciano foi eleito e inaugurado em 25 de agosto. Logo ao ascender, negou o pedido de ajuda do nacarar Vardanes II Mamicônio, que se rebelou contra a autoridade do xá Isdigerdes II (r. 438–457) sobre a Armênia e enviou uma embaixada a Constantinopla buscando apoio do Império Bizantino.
Marciano reverteu várias ações de seu predecessor, tanto acerca da relação entre o Império Romano Ocidental e os hunos sob Átila, como acerca da doutrina religiosa. Marciano quase imediatamente revogou todos os tratados com Átila, cessando os pagamentos de subsídios do Império Bizantino a ele. Em 452, enquanto Átila estava atacando a Itália, Marciano lançou expedições através do Danúbio na Grande Planície Húngara, derrotando os hunos em seu próprio território. Essa ação, acompanhada pela fome e praga que eclodiu no norte da Itália, permitiu a Marciano subornar Átila para retirar-se da península Itálica.
Após a morte de Átila em 453, Marciano tomou vantagem da resultante fragmentação do Império Huno e assentou várias tribos dentro do Império Bizantino como federados (tribos sujeitas que tinham obrigações militares em troca de vários benefícios). Marciano também conveniou o Concílio da Calcedônia (451), que reverteu o anterior Segundo Concílio do Éfeso (449) e declarou que Jesus tinha duas naturezas, uma divina e uma humana. A pouco fiável Pátria ainda lhe atribuiu a construção do Crisotriclino, o principal salão cerimonial e de recepção do Grande Palácio, e a ele foi edificada a ainda existente Coluna de Marciano. Morreu em 27 de janeiro de 457 e deixou o Império Bizantino com excedente no tesouro de 7 milhões de soldos. Foi sepultado na Igreja dos Santos Apóstolos da capital e foi venerado pela Igreja Ortodoxa e Igreja Católica como santo e sua festa litúrgica ocorre em 17 de janeiro, junto daquela de Pulquéria. Após sua morte, Áspar elegeu Leão I, o Trácio (r. 457–478) como imperador.

## Biografia

### Primeiros anos

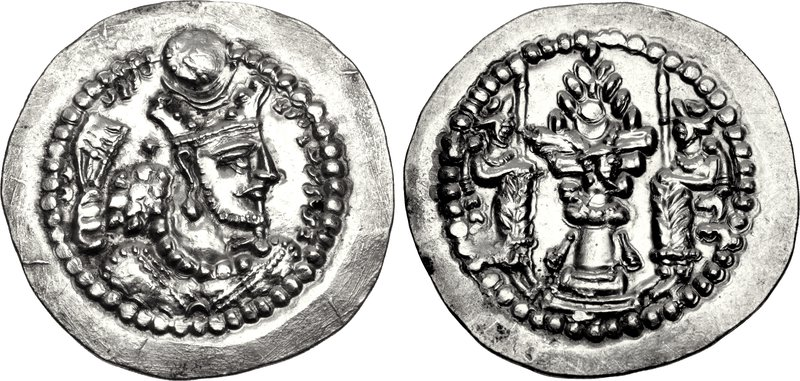
Dracma de r.

Marciano nasceu ca. 392 na Trácia ou Ilíria. Pouco se sabe sobre seus primeiros anos. Era filho de um soldado e alistou-se como soldado na unidade estacionada em Filipópolis, na Trácia. Na guerra contra o Império Sassânida do xá Vararanes V (r. 420–438), era tribuno e foi enviado ao Oriente para combater com sua própria unidade, mas adoeceu quando estava na Lícia e foi cuidado por Júlio e Taciano, a quem recompensou ao tornar-se imperador; quando ascende em 450, ainda era tribuno ou ao menos ex-tribuno. Depois tornou-se doméstico (assistente pessoal) de Áspar, o mestre dos soldados do Império Bizantino que, apesar de ser alano, era muito influente na corte oriental como Estilicão no Império Romano Ocidental. Sua nomeação ocorreu em Constantinopla e manteve-se nessa posição por 15 anos, servindo sob Ardabúrio (pai de Áspar) e seu filho.
No início dos anos 430 (ca. 431/434), serviu sob Áspar na África, onde foi capturado pelos vândalos perto de Hipona. Algumas fontes dão um relato possivelmente falso de Marciano, enquanto cativo, no qual Marciano foi levado diante do rei Genserico (r. 428–477) que ao saber de um presságio que previu que ascenderia como imperador, Genserico o fez jurar que nunca atacaria os vândalos. Após sua captura, não é citado até a morte do imperador Teodósio II (r. 408–450).

### Ascensão ao trono

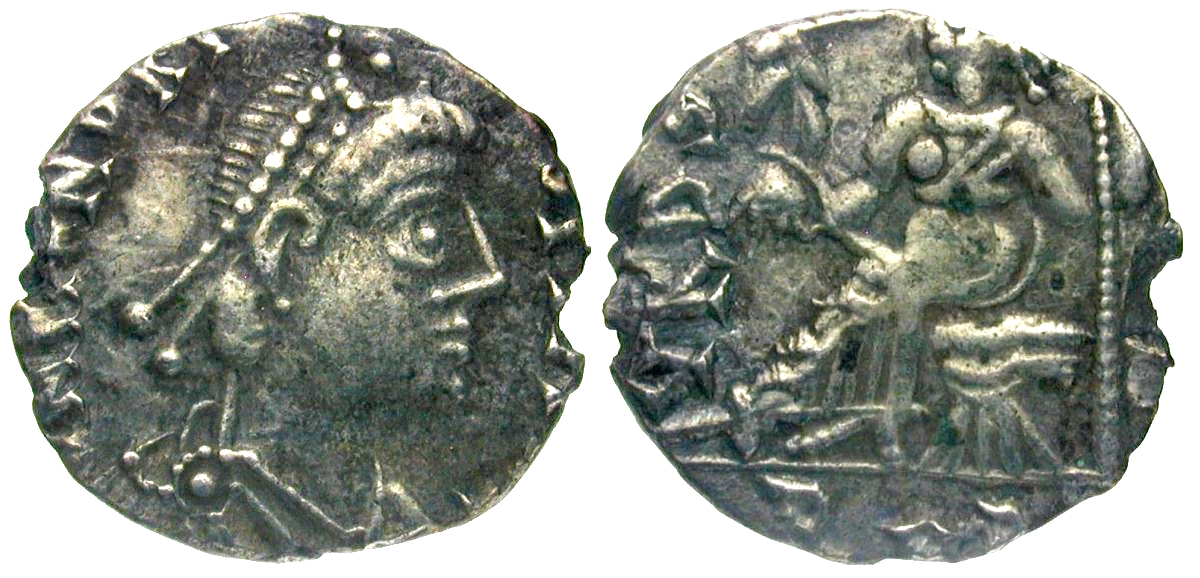
Síliqua do rei Genserico r.

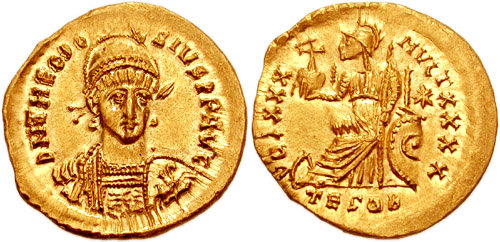
Soldo de r.

Após Teodósio falecer subitamente num acidente de cavalo em 28 de julho de 450, o Império Bizantino deparou-se com sua primeira crise sucessória em 60 anos, pois Teodósio não tinha filhos nem designou sucessor. Algumas fontes tardias dizem que legou o país a Marciano em seu leito de morte, mas isso é pensado como mera propaganda criada pelos apoiantes de Marciano após sua eleição.  Por seus serviços, Áspar conspirou para que fosse eleito, negociando com relevantes figuras na corte para elevá-lo apesar de sua posição relativamente obscura. Um mês transcorreu entre a morte de Teodósio e sua eleição, talvez devido as negociações entre Áspar e Pulquéria, irmã do falecido, que concordou em casar-se com Marciano sob condição de que manteria seu voto de castidade realizado em 413, aos 14 anos. O casamento ajudou a legitimar o governo de Marciano, pois sua família, a dinastia teodosiana, tinha laços diretos com o trono. É possível que também foram necessárias negociações entre Áspar e Zenão, outro importante oficial militar à época. Zenão recebeu a prestigiosa posição de patrício com a ascensão de Marciano, o que levou a muitos historiadores sugerirem um acordo feito no qual Zenão seria recompensado se apoiasse o pretendente.
Foi eleito em 25 de agosto, com Pulquéria coroando-o imperador, evento único que simbolizou o compartilhamento do poder imperial, talvez para fortalecer ainda mais sua legitimidade. Foi eleito sem a consulta do imperador Valentiniano III (r. 425–455), algo foi visto como outra marca da separação entre as cortes, e Valentiniano não o reconheceu como imperador até março de 452; Timothy E. Gregory data o reconhecimento em 30 de março de 451. Em 453, casou sua filha Eufêmia com o futuro imperador ocidental Antêmio (r. 467–472). Sua eleição resultou em grandes mudanças na política da corte oriental: o eunuco e espatário Crisáfio, que exerceu enorme influência sobre Teodósio, foi morto por assassínio ou execução e Marciano adotou política muito mais dura contra os hunos e um papel mais direto nos assuntos eclesiásticos. Por isso, alguns historiadores consideram-o o mais forte, ou ao menos o mais independente, imperador bizantino, porém a oposição de Pulquéria e Zenão a influência de Crisáfio pode ter tido seu papel.

### Atividades militares

#### Conflito com os hunos

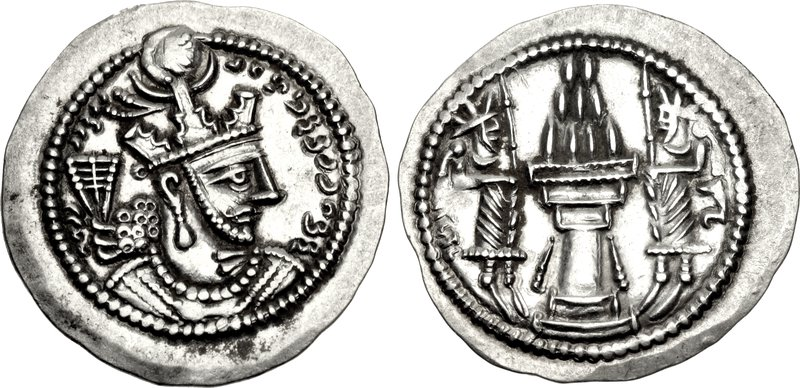
Dracma de r.

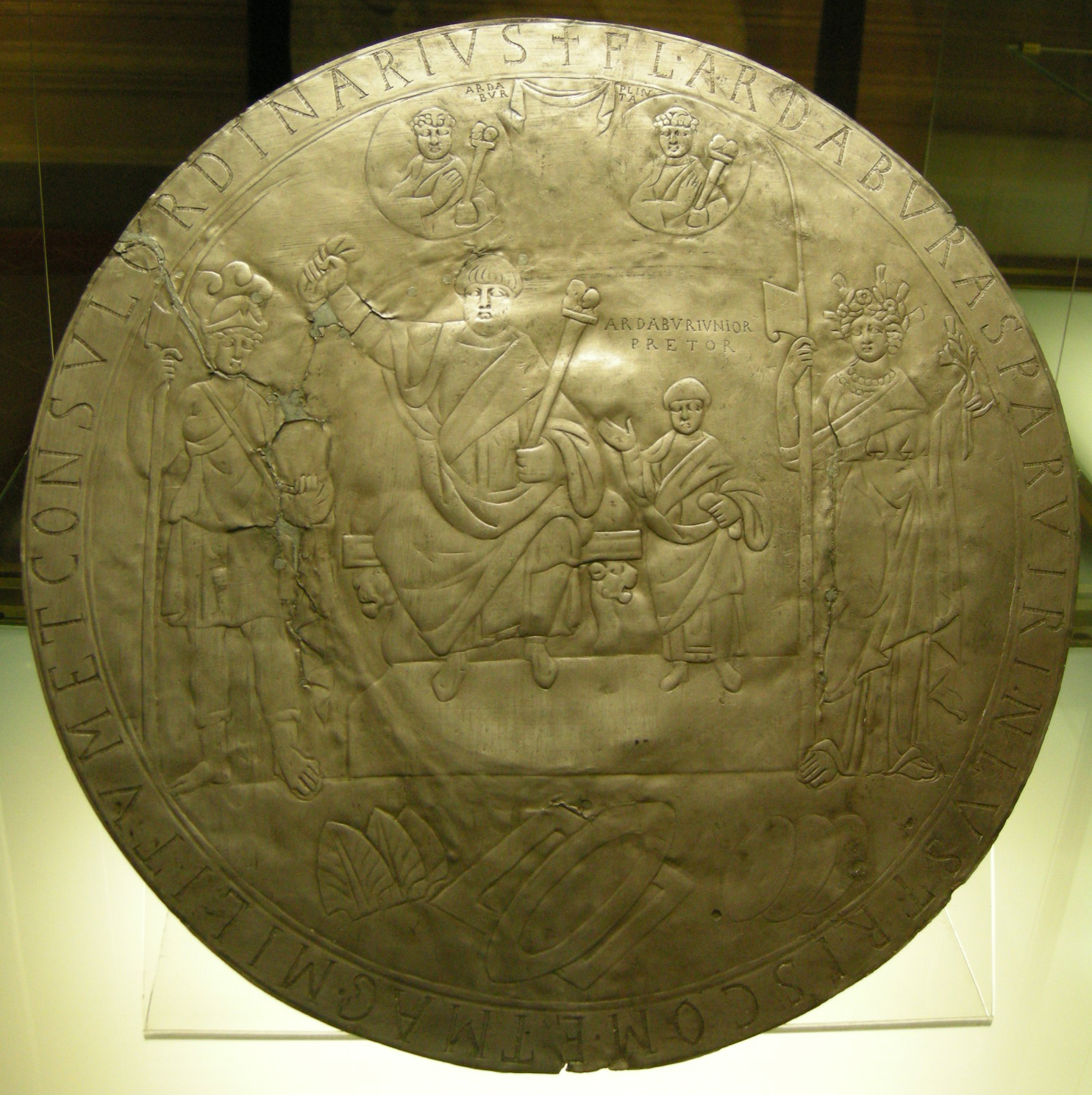
Missório de Ardabúrio de 434 no qual aparecem Áspar e seu filho Ardabúrio

Em 450, o nacarar Vardanes II Mamicônio planejou uma revolta contra a autoridade do xá Isdigerdes II (r. 438–457) sobre a Armênia, sobretudo após um período de plena tentativa de converter o país ao zoroastrismo, obrigando que a nobreza apostatasse e fechasse as igrejas armênias, construindo templos no lugar delas. Consciente de que estavam em menor número, enviou uma embaixada a Constantinopla, composta por seu irmão Maictes, Atão Genúnio, Vaanes II Amatúnio e Meruzanes Arzerúnio. Teodósio, que ainda estava vivo, os recebeu favoravelmente, mas dada sua morte súbita a embaixada recaiu aos cuidados de Maurício. Ele preferiu manter a paz com o Império Sassânida a fim de lutar contra Átila (r. 434–453) que ocupou com seus hunos a Panônia e ameaçava sua capital. Segundo as fontes, Marciano foi dissuadido de ajudar os armênios por Anatólio e Florêncio.
Quase imediatamente ao ascender, Marciano reverteu as políticas de Teodósio, revogando todos os tratados com Átila e proclamando o fim dos subsídios aos hunos, alegando que podia dar-lhe presentes caso fosse amigável, mas se tentasse atacar o império seria repelido; à época, se preparava para invadir o oeste, sob desculpa de ajudar Valentiniano contra os visigodos. Agiu com ira, exigindo tributo, mas não mudou os planos de invasão. Na primavera de 451, liderou sua horda da Panônia ao interior do Império Ocidental. Aécio, conde e mestre dos soldados no Ocidente organizou a defesa e convoca visigodos, francos, burgúndios, alanos, saxões, celtas da Armórica e outros grupos tribais para ajudá-lo, reunindo exército de 60 000 homens. As forças de Átila eram formadas por gépidas, alanos, esciros, hérulos, rúgios, francos, burgúndios e ostrogodos.
Ele saqueia Divoduro e tenta sitiar Aureliano, antes de encontrar as forças de Aécio nos Campos Cataláunicos, no nordeste da Gália. A batalha envolveu cerca de 100 000 homens no total e provocou perdas maciças de ambos os lados. Após a batalha, Átila retirou-se à Grande Planície Húngara, e Aécio debelou sua coalizão de bárbaros, enviando-os para seu próprio território. Na primavera de 452, Átila novamente lançou um raide, dessa vez contra a quase indefesa Itália, talvez motivado por vingança, junto com a necessidade de invadir para manter seu Estado tribal unido. Capturou a cidade de Aquileia após longo e difícil cerco e então saqueou-a. Átila então invadiu através do norte da Itália, tomando Mediolano e outras importantes cidades. Lá, cresceu o medo de que atacaria Roma, cujas muralhas eram mais fracas do que aquelas de algumas cidades que Átila já havia capturado. Durante esse período, Aécio foi incapaz de lançar um ataque contra ele, apenas conseguindo cortar suas linhas de comunicação e molestar suas forças de retaguarda.

Campanha de Átila na Gália em 451

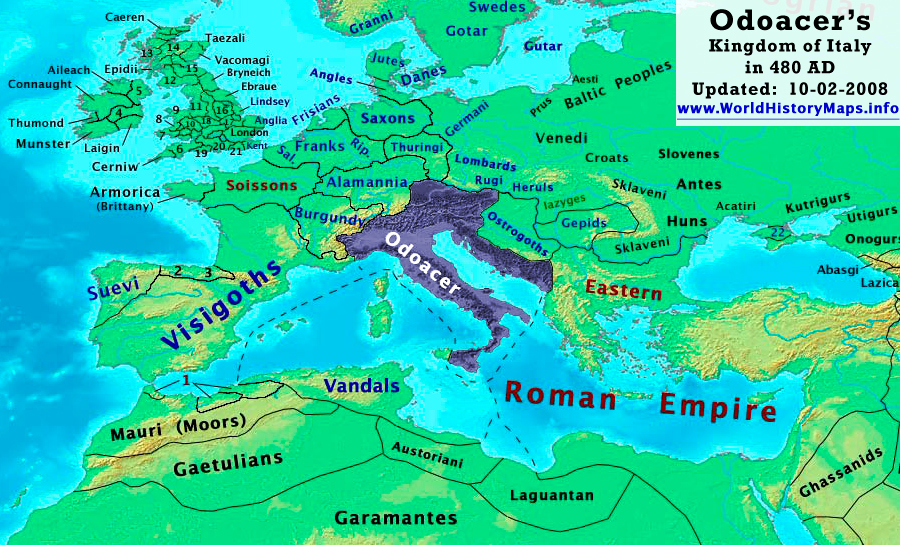
Europa ca. 480. O Reino Ostrogótico, criado à época de Marciano, avizinha o Reino de Odoacro

Após de ter conseguido rico saque ao capturar Aquileia, Mediolano e outras cidades, Átila foi rapidamente colocado numa situação precária, devido as ações de Ravena (capital ocidental) e Constantinopla. Na Itália, estava carecendo seriamente de fundos devido a falta de subsídios antes fornecidos pelas duas capitais, e suas forças estavam esgotadas pela guerra constante. Além disso, sua terra natal estava ameaçada pelo Império Bizantino que, apesar de raides punitivos ordenados por Átila, tomou a ofensiva contra a planície húngara, atacando além do Danúbio e infligindo derrota sobre os hunos. A Itália estava À época sofrendo de fome, que junto com a praga que se seguiu, colocou ainda mais pressão sobre Átila, permitindo ao Império Ocidental comprar sua retirada. Marciano e Áspar ignoraram suas ameaças, pois julgavam, com base em tratados anteriores que Átila fez e então quebrou, que ele não poderia ser permanentemente detido por ouro, do qual o Império Bizantino já havia dado 6 toneladas para apaziguá-lo. Pensaram que esse ouro seria melhor gasto para montar exércitos do que apaziguar ameaças, e as ricas províncias asiáticas e orientais, situadas além de Constantinopla, estava suficientemente seguras para permitir ao Império Bizantino retomar quaisquer províncias europeias que tivesse perdido. A campanha nunca chegou a ser concretizada, pois Átila morreu inesperadamente em 453, de hemorragia ou sufocação alcoólica, após celebrar um casamento com uma de suas muitas esposas. Após sua morte, sua confederação tribal logo colapsou, começando primeiro com rebeliões dos ostrogodos, mas dentro de um ano escalonou para uma fragmentação total.
Essa fragmentação permitiu o Império Bizantino a retomar sua política de fazer os bárbaros atacarem uns aos outros para impedir que qualquer uma das tribos se tornasse muito poderosa. Rapidamente, muitas tribos começaram a solicitar assentamento dentro do Império Bizantino em troca de serviço militar, pois feito antes por Átila. é quase certo que o rei gépida Ardarico chegou a um acordo com Marciano. Ardarico formou uma coalizão com rúgios, esciros, hérulos e seus gépidas que foram liderados contra o restante da confederação huna, decisivamente derrotando e matando o filho mais velho de Átila, Elaco, na Batalha do Nedao de 455; os ostrogodos liderados pelos irmãos Teodomiro, Valamiro e Videmiro também estiveram presentes na batalha. Após essa batalha, o resto da confederação huna colapsou. Marciano forçadamente assentou vários povos como federados nas províncias europeias recuperadas: os rúgios na Trácia Oriental, esciros na Mésia e Cítia Inferior, gépidas na Dácia, etc. Isso marcou o abandono oficial da rígida fronteira do Danúbia mantida pelos letos romanos, que foram substituídos por federados bárbaros. Marciano também aceitou os irmãos ostrogodos e seu povo, que se estabeleceram na Panônia e formaram um Reino Ostrogótico, no coração da antiga confederação huna, como súditos nominais, para evitar o ressurgimento de um grupo poderoso. Essa rede de povos sujeitos, que eram confiáveis e gerenciáveis em geral, foi benéfica ao Império Bizantino, pois as várias tribos deixaram em cheque o poder umas das outras sem intervenção imperial e podiam ser induzidas a servir no exército contra inimigos através de presentes, subsídios e tratados.

#### Outros conflitos

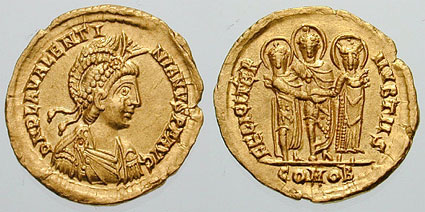
Soldo de celebrando seu casamento com Licínia Eudóxia

Em seus primeiros anos, testemunhou outros sucessos militares/diplomáticos: ataques sarracenos no Oriente foram repelidos no final de 451 ou começo de 452, enquanto ofensivas no Egito conduzidas pelos nobácios e blêmios do sul foram derrotadas em 453. Cerca de 456, Gubazes I (ca.  456–468) de Lázica, no Cáucaso, tentou negociar uma aliança com o Império Sassânida de modo a ver-se livre da hegemonia bizantina. Em resposta, Marciano enviou uma expedição militar contra os lazes, convidando Gubazes a abdicar ou depor seu filho, que era seu co-governante, "como era contra a tradição de ter dois governantes juntos". No tempo de sua morte, Marciano estava planejando uma expedição contra Cartago, uma provável reação ao Saque de Roma em 455 conduzido por Genserico e a captura da imperatriz Licínia Eudóxia e suas filhas Placídia e Eudócia, e embora posou de conquistador, seu regime evitou conflitos estrangeiros desnecessários. O máximo que fez a esse respeito foi enviar uma embaixada a Genserico pedindo o retorno delas. Além disso, ainda em 455, baniu a exportação de armas, e ferramentas usadas para manufaturá-las, às tribos bárbaras.

### Atividades religiosas

#### Concílio da Calcedônia

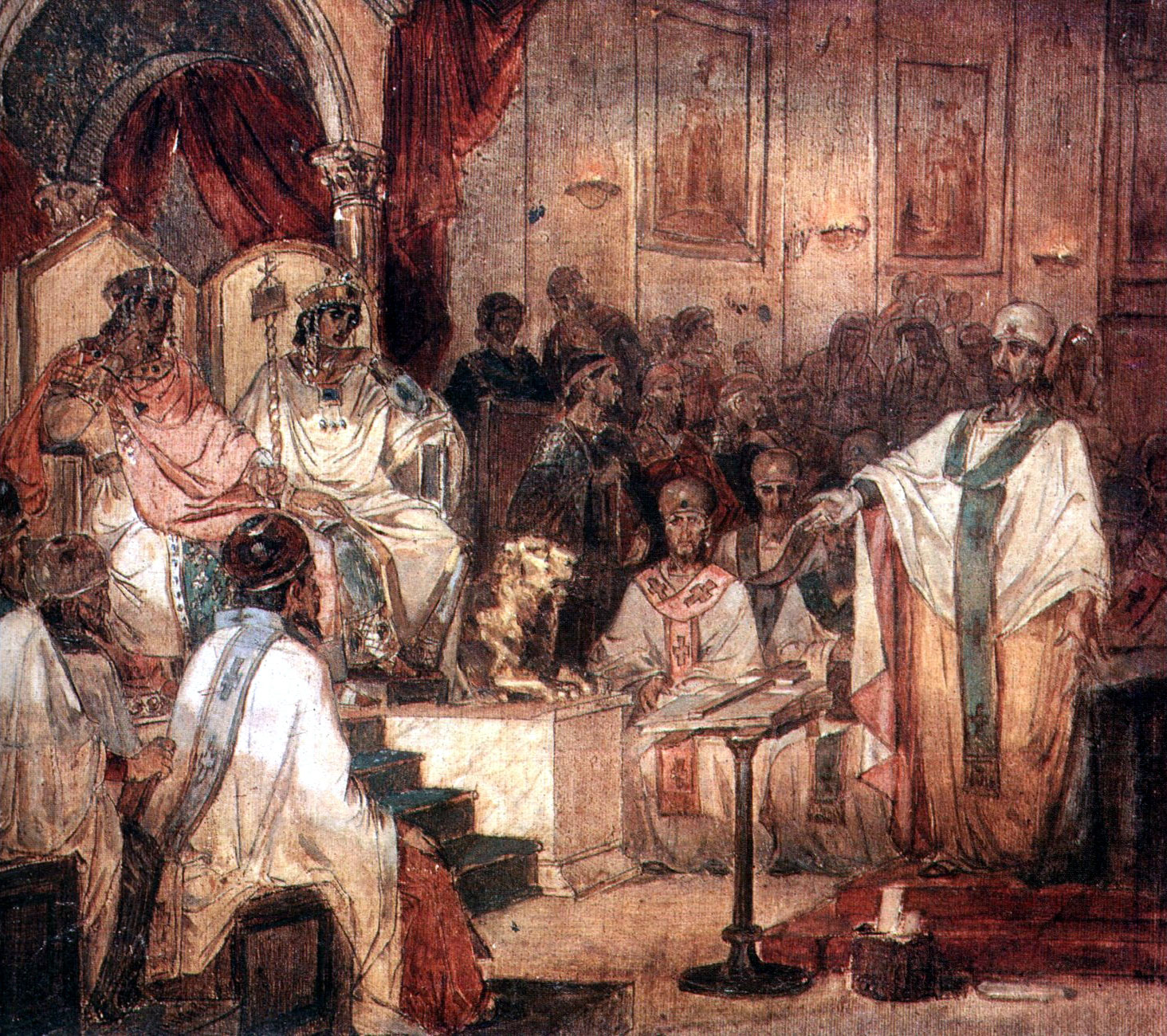
Quarto Concílio da Calcedônia, 1876. Pintura de Vasili Surikov

Pouco antes de tornar-se imperador, o Segundo Concílio do Éfeso foi realizado em 449. Apesar da intenção de ser concílio ecumênico, foi marcado por aquilo que as Igrejas Oriente e Ocidente viam como crenças heréticas, e como tal ambas se recusaram a aceitar seus resultados. A decisão considerada de maneira mais objetiva pelas Igrejas Oriente e Ocidente foi sobre a questão da cristologia, quando o concílio afirmou que Jesus tinha uma natureza divina unida, chamada miáfise, que foi contra a crença de ambas as igrejas na união hipostática. Para condená-lo, Marciano conveniou o Concílio da Calcedônia, o quarto concílio da Igreja Antiga, em 451. Pulquéria pode ter influenciado essa decisão, ou até mesmo fez da convocação de um concílio uma exigência durante suas negociações com a Áspar para se casar com Marciano.
Ocorreu perto de Constantinopla, de modo que Marciano e Pulquéria pudesse acompanhar as deliberações de perto. Inicialmente era para ser realizado na cidade de Niceia, que tinha enorme importância religiosa na Igreja Antiga, pois foi o sítio do primeiro concílio em 325. Mas, Marciano com sucesso solicitou a transferência do local à Calcedônia, pois era mais próxima da capital e assim o permitiria responder rapidamente quaisquer eventos junto ao Danúbio, que estava sob ataque dos hunos. O concílio se reuniu em outubro e foi frequentado por cerca de 370 bispos, a maioria bizantinos, embora 4 representantes foram enviados pelo papa Leão I (r. 440–461). O concílio mudou a decisão do Éfeso de que Jesus tinha uma natureza divina unida e concordou que tinha "uma natureza divina (fise) e uma natureza humana, unida numa pessoa (hipóstase), sem divisão nem confusão.

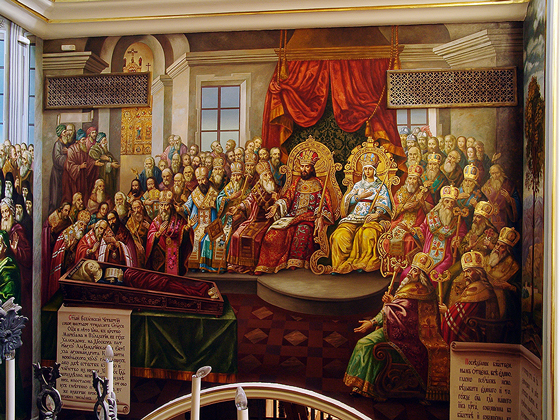
Pintura acerca do concílio. Catedral da Dormição da Laura das Cavernas de Quieve

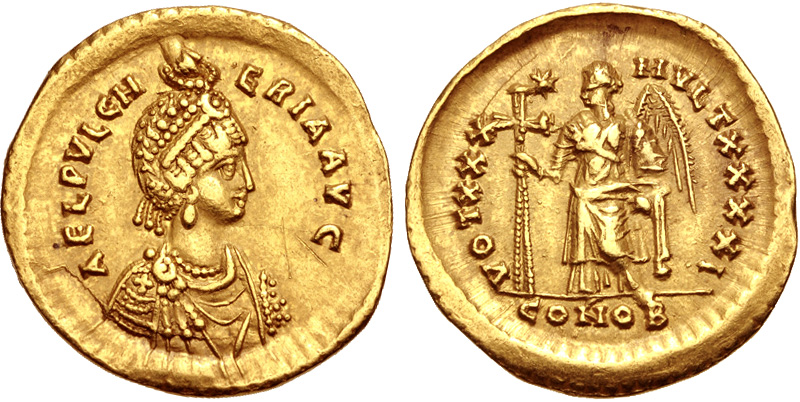
Soldo de Pulquéria cunhado ca. 423-425

O concílio também concordou em condenar e depor Dióscoro de Alexandria, o instigador e supervisor do Éfeso, e reabilitar Ibas de Edessa, Flaviano de Constantinopla e Teodoreto de Cirro e outros condenados por supostamente simpatizar com o nestorianismo. O concílio repetiu a importância da Sé de Constantinopla, colocando-a firmemente em segundo lugar atrás da sé de Roma, e dando-lhe o direito de nomear bispos no Império Bizantino, sob a objeção de Leão I. O concílio foi concluído em novembro e trouxe benefícios imediatos ao imperador, que foi saudado como um novo Constantino e as relações entre Constantinopla e o papa foram muito melhoradas. A aristocracia senatorial parecia ressentir a direção da política eclesiástica de Teodósio em seus últimos anos, o que implica que uma mudança nesse fronte garantiu mais apoio ao novo regime, bem como ganhar o apoio de Leão era um meio de conseguir influência sobre Valentiniano, pois Leão tinha peso na corte romana em Ravena.
Após o fim do concílio, Marciano emitiu vários éditos confirmando seus resultados. Um de seus decretos ordenou a repressão dos eutiquianos, impedindo-os de ocupar cargos estatais, proibindo-os de criticar o Concílio de Calcedônia e ordenando que sua liturgia, junto com a dos nestorianos, fosse queimada. Sua fórmula cristológica criou terreno comum entre as posições antioquena e alexandrina sobre tal matéria, mas não conseguiu reunir as facções em guerra e endureceu tendências divergentes. Aos olhos dos defensores da escola alexandrina, fazia muitas concessões a ideias antioquenas inaceitáveis e a rejeição de Calcedônia tornou-se grito de guerra que fortaleceu o senso de identidade separada e deu origem, durante as décadas seguintes, ao monofisismo. Além do que, embora a definição de Calcedônia fosse compatível com o ensinamento antioqueno, o concílio validou a condenação de Nestório como herege, levando alguns adeptos dessa tradição a rejeitar a Calcedônia.
A força dos sentimentos populares despertada se avalia pelo fato de Marciano ter se reprimir múltiplas revoltas religiosas violentas e manter bispos pró-calcedônios com força militar, enviando tropas para reprimir monges na Palestina em 453 e estacionando soldados em Alexandria para assegurar a instalação de Protério, que devia substituir o deposto Dióscoro; quando a notícia de sua morte chegou a Alexandria em 457, o incumbente foi linchado e substituído pelo candidato anti-calcedônio Timóteo II, a quem, por sua vez, o sucessor de Marciano só pôde substituir com o envio de tropas. Como resultado do concílio e dos seguintes decretos, vários cristãos que discordaram dele, incluindo muitos nestorianos, migraram ao Império Sassânida onde iniciam o processo no qual uma igreja nestoriana independente emergiu.

#### Outras medidas

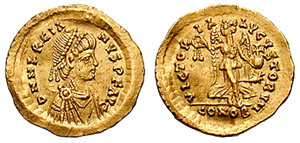
Tremisse de Marciano

Decretou em 451 que qualquer um que realizasse ritos pagãos perderia sua propriedade e seria condenado a morte, e que nenhum dos tempos pagãos já fechados deveria ser reaberto. De modo a garantir que essa lei foi implementada, estipulou uma penalidade de 23 quilos de ouro para cada juiz, governador ou oficial que aplicasse a lei. Ele também fundou os extensos projetos de construção de Pulquéria até sua morte em julho de 453, todos os quais focados em edifícios religiosos, incluindo a Igreja de Santa Maria de Blaquerna e o Mosteiro de Hodegon. Juvenal de Jerusalém enviou a Constantinopla em 452 a pedido de Marciano e Pulquéria o Sudário da Santíssima Virgem, que estava preservado na Igreja de Getesemani e foi então colocado na recém-construída Igreja de Blaquerna. Por sua piedade, Marciano foi comparado a Paulo e Davi.

### Atividades legais e econômicas

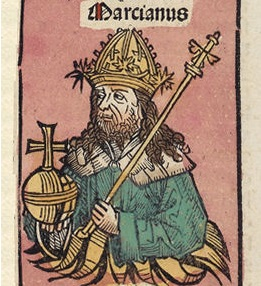
Marciano segundo a Crônica de Nurembergue

Conduziu várias reformas legais em suas 5 novelas, ou códigos de leis, muitas das quais com objetivo de reduzir a corrupção e abusos de ofício que existiam no reinado de Teodósio, bem como emitiu éditos que lidavam com a religião. No início de seu reinado, o tesouro imperial estava quase falido devido aos enormes tributos pagos a Átila por Teodósio, mas reverte a situação cortando gastos.  Após sua ascensão, declarou a remissão de todas as dívidas devidas ao Estado e tentou melhorar a eficiência do Estado de várias formas como mandatar que a pretoria devia ser dada a senadores residentes na capital, tentar parar a venda de ofícios administrativos e decretar que os cônsules fossem responsáveis pela gerência dos aquedutos da capital. Removeu as responsabilidades financeiras dos cônsules e pretores, que desde a época da República Romana eram responsáveis por financiar os jogos esportivos públicos ou dar riqueza aos cidadãos de Constantinopla, respectivamente. Outrossim, fez isso de modo que apenas um homem ilustre poderia ocupar qualquer um desses ofícios.
Com a melhora da situação, aboliu um imposto fundiário senatorial chamado colação glebal que equivalia a cerca de 3 quilos de ouro ao ano, um movimento que fortaleceu sua popularidade entre a aristocracia senatorial. Também revogou parcialmente uma lei de casamento promulgada por Constantino, que decretou que um homem de estatuto senatorial não poderia se casar com uma escrava, uma mulher livre, atriz ou mulher sem estatuto social (humilis), em uma tentativa de preservar a pureza da classe senatorial. Marciano ajustou esta lei declarando que a lei não deveria excluir uma mulher de bom caráter, independentemente do estatuto social ou riqueza.  Na época da sua morte, Marciano legou um excedente de 45 000 quilos de ouro no tesouro.

### Atividades políticas

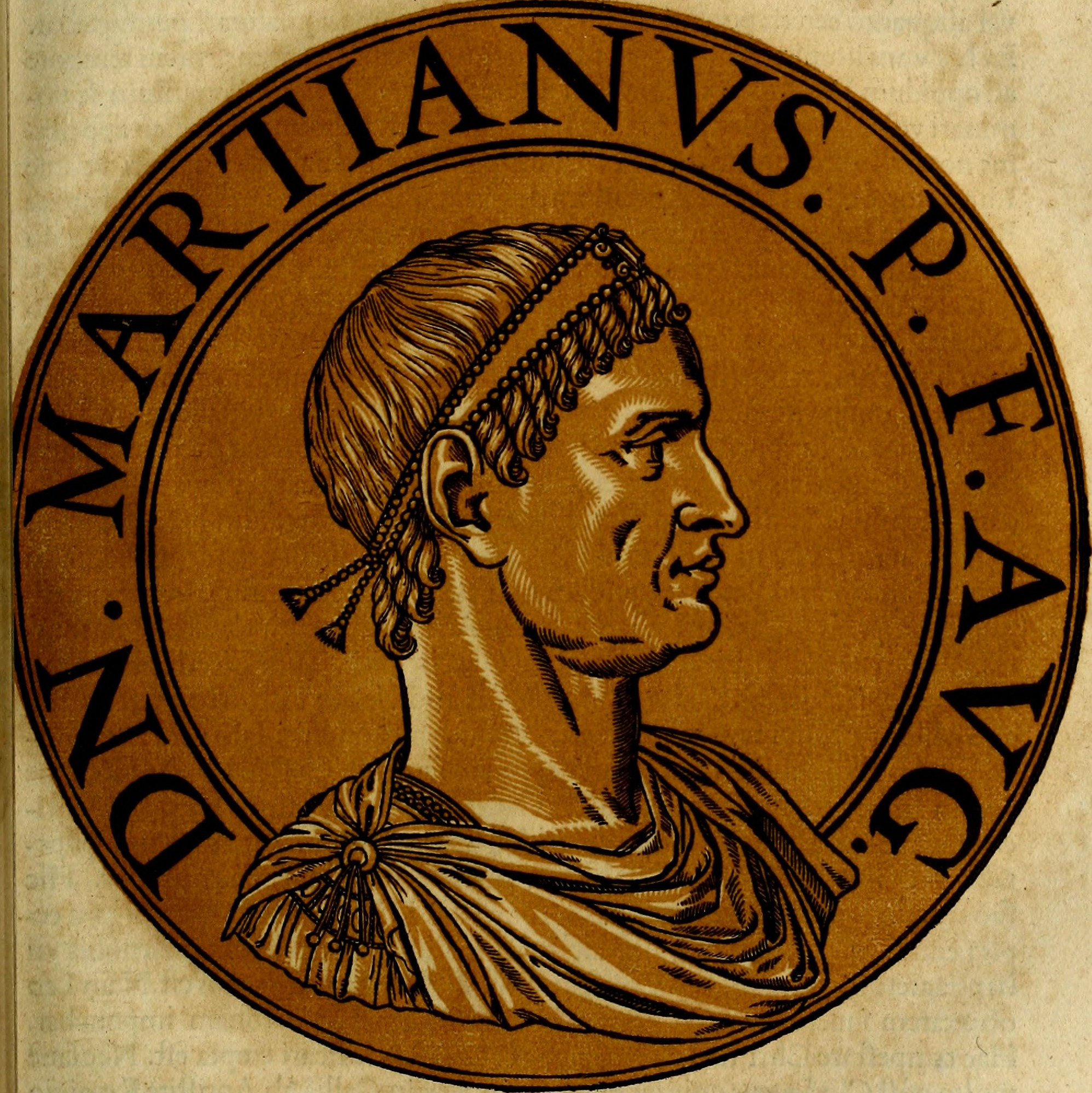
Busto idealizado de Maurício com base em sua cunhagem

Quando Marciano se tornou imperador, foi influenciado por Zenão, Pulquéria e Áspar; porém Zenão morreu logo depois que Marciano subiu ao trono, possivelmente por volta do final de 451, e Pulquéria morreu em julho de 453, deixando Áspar como a única grande influência na corte do Império Bizantino. Esta influência foi reforçada pela promoção de seu filho Ardabúrio a mestre dos soldados do Oriente. Seus principais conselheiros eram Pulquéria, o mestre dos ofícios Eufêmio, o pretor Paládio e o patriarca Anatólio de Constantinopla.
Não se sabe se Áspar e Ardabúrio ditaram diretamente a política, mas, se assim for, foram extremamente cuidadosos para evitar perturbar as elites dominantes de Constantinopla; apesar da grande influência de Áspar, as elites romanas orientais mantiveram muito do seu sentimento anti-germânico. Marciano patrocinou os Azuis, que eram um dos quatro times originais do circo; as duas equipes que permaneceram se tornaram mais parecidas com partidos políticos do que com times esportivos de sua época, exercendo grande influência no império, sendo o outro os Verdes, ambos competindo pelo poder. Em 456, depois que os Verdes responderam com raiva ao seu patrocínio, Marciano os censurou, proibindo qualquer um deles de ocupar qualquer cargo público por 3 anos. O patrocínio do Azuis por Marciano pode ter tido motivações dinásticas, pois o falecido Crisáfio tinha sido favorável aos Verdes.

### Relação com o Império Romano do Ocidente

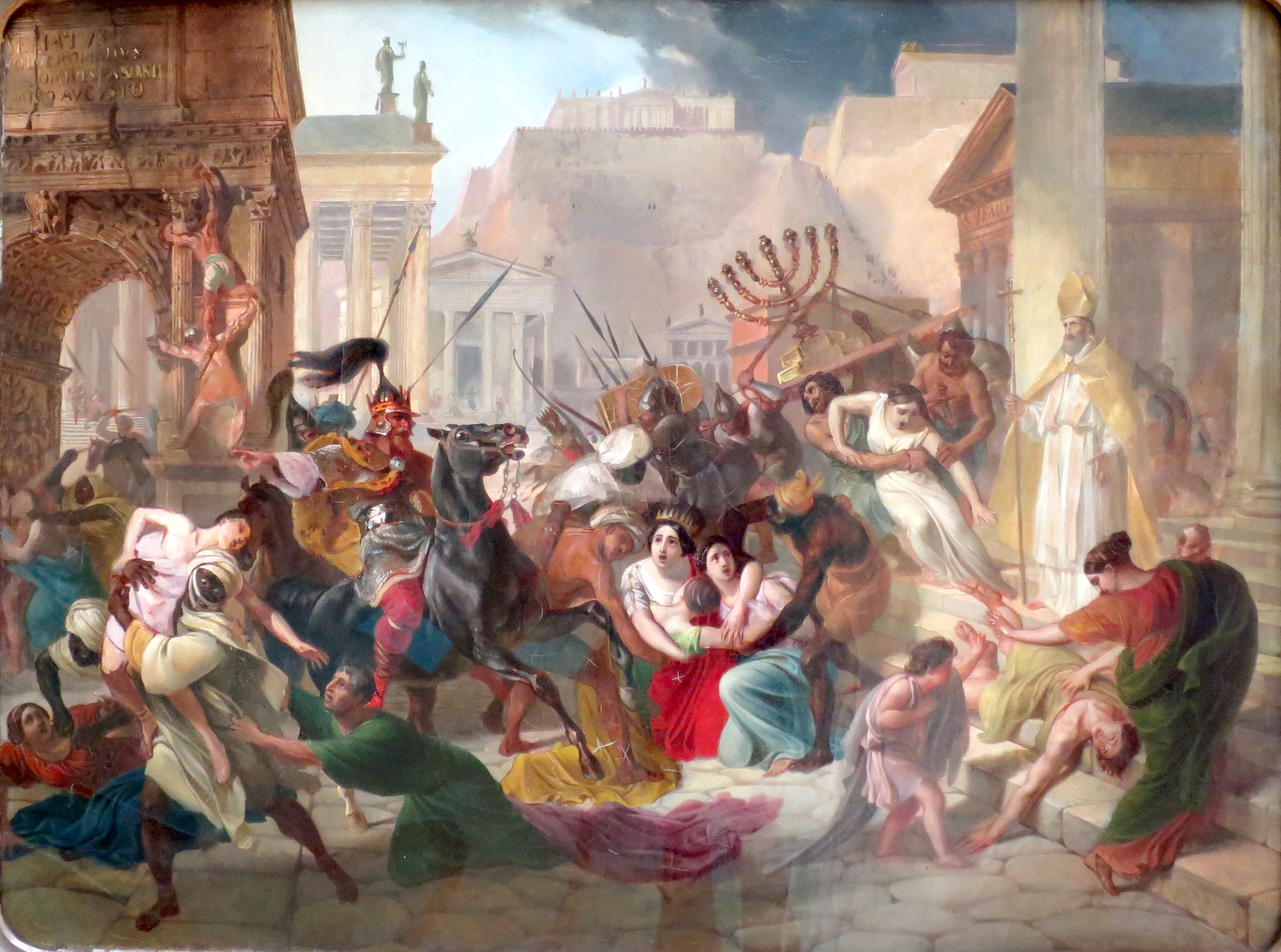
Genserico saqueia Roma. Karl Briullov, ca. 1833-1836

Marciano subiu ao trono num período no qual o Império Bizantino e o Império Romano do Ocidente estavam cada vez mais divididos um do outro, com ambos atuando efetivamente como Estados autônomos. Quando Marciano foi eleito, o imperador Valentiniano III não foi consultado e ele não o reconheceria até março de 452; Timothy E. Gregory data o reconhecimento em 30 de março de 451. Valentiniano também não reconheceu seu consulado em 451 ou aquele de Esporácio em 452. Marciano também mudou radicalmente as políticas romanas orientais, especialmente em relação aos hunos, sem consultar o Império Romano do Ocidente, o que enfureceu Valentiniano. Idácio sugere que Marciano forneceu tropas orientais a Valentiniano para repelir os hunos, lideradas confusamente por um homem chamado Aécio, o que pode ser simplesmente uma confusão da campanha de Aécio contra Átila e a campanha de Marciano contra os hunos no Danúbio.
Quando Marciano estabeleceu os ostrogodos na Panônia e os gépidas no Tísia, foi acusado de invadir a fronteira do Império Romano do Ocidente. Marciano evitou envolver-se com os assuntos ocidentais tanto quando possível; quando os vândalos sob Genserico atacaram e saquearam Roma em 455, depois que Petrônio Máximo assassinou Valentiniano e quebrou um tratado de noivado com os vândalos, Marciano não respondeu violentamente, possivelmente devido à influência de Áspar, simplesmente enviando um emissário solicitando que os vândalos devolvessem a imperatriz Licínia Eudóxia e suas filhas Placídia e Eudócia. Além disso, negou-se a reconhecer Petrônio (r. 455) e seu sucessor Ávito (r. 455–456) como imperadores.

### Morte

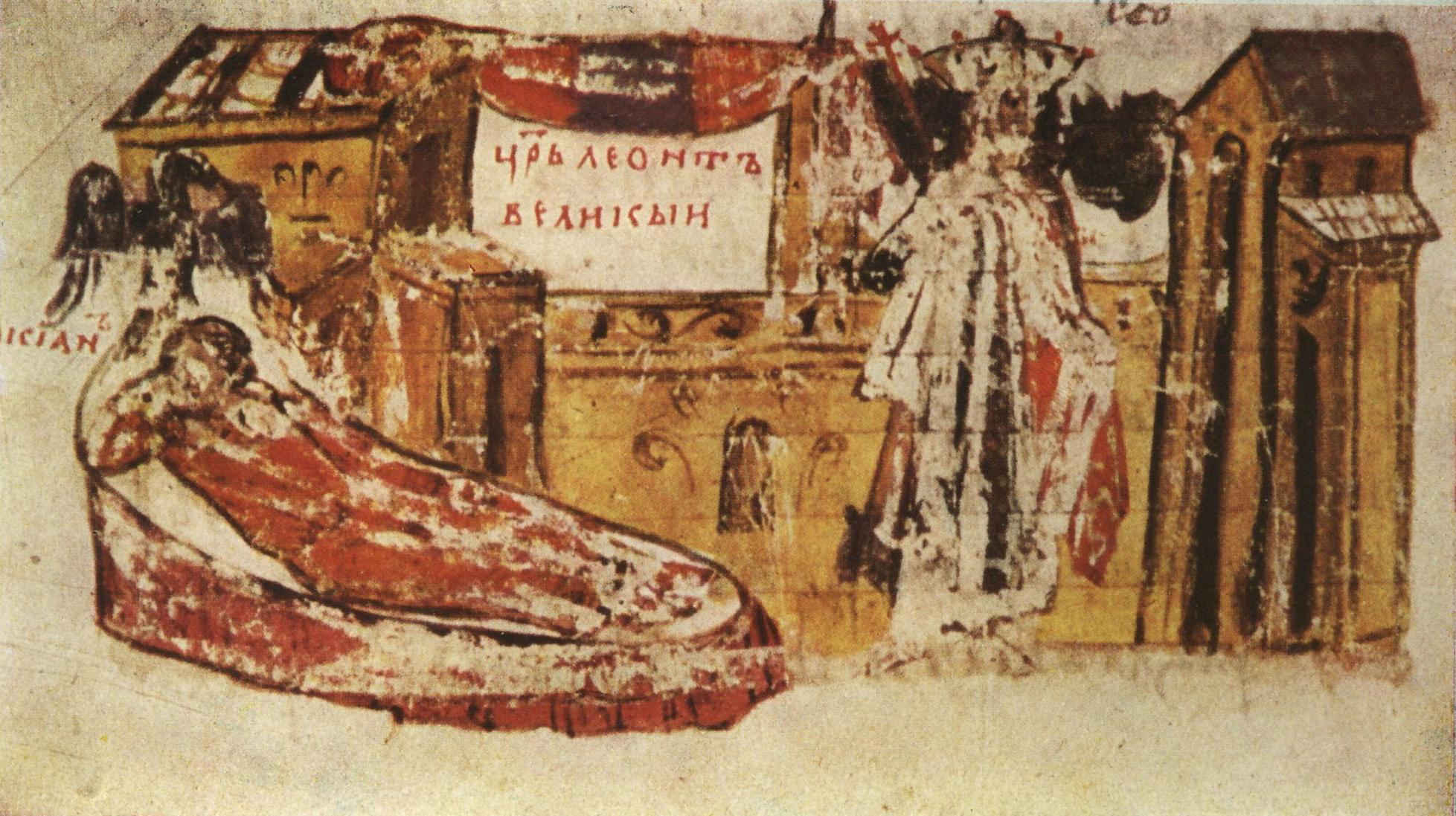
Iluminura de Marciano e na Crônica de Constantino Manasses

Segundo as fontes, por algum tempo Marciano foi acometido por problemas nos pés, talvez resultado de gangrena. No início de janeiro de 457, sua condição piorou. Seus pés começaram a mortificar e mal conseguia andar, mas manteve-se ativo em suas obrigações. Na noite de 26 de janeiro, insistiu em participar de uma procissão para comemorar as vítimas de um terremoto em Constantinopla dez anos antes. A rota que a procissão cobriria seria longa, aproximadamente 12 quilômetros. Marciano não vacilou e, segundo o costume, distribuiu presentes para os espectadores ao longo do caminho. Mas de repente ficou indisposto; perdeu a consciência e foi levado ao palácio. Morreu lá no dia seguinte, aos 65 anos. Foi enterrado na Igreja dos Santos Apóstolos, ao lado de Pulquéria.
Ele deixou o Império Bizantino com um superávite orçamentário de 7 milhões de soldos, uma conquista impressionante considerando a ruína econômica infligida ao império pelos hunos, tanto pela guerra quanto pelos enormes subsídios que receberam sob Teodósio. Embora Marciano tivesse um genro, Antêmio, não tinha nenhuma conexão com a dinastia reinante e não seria considerado legítimo, então Áspar foi novamente deixado para desempenhar o papel de fazedor de imperadores. Áspar escolheu Leão I, o Trácio, um oficial de 50 anos que comandava uma unidade no exército na presença.  Uma fonte posterior afirma que o senado se ofereceu para eleger o próprio Áspar, mas ele recusou, com o comentário enigmático "temo que uma tradição no poder possa ser iniciada através de mim". Este comentário foi frequentemente interpretado como uma referência ao fato de que era um ariano.

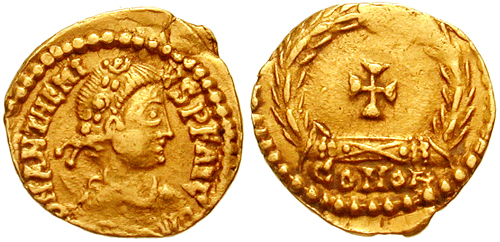
Tremisse de Antêmio r.

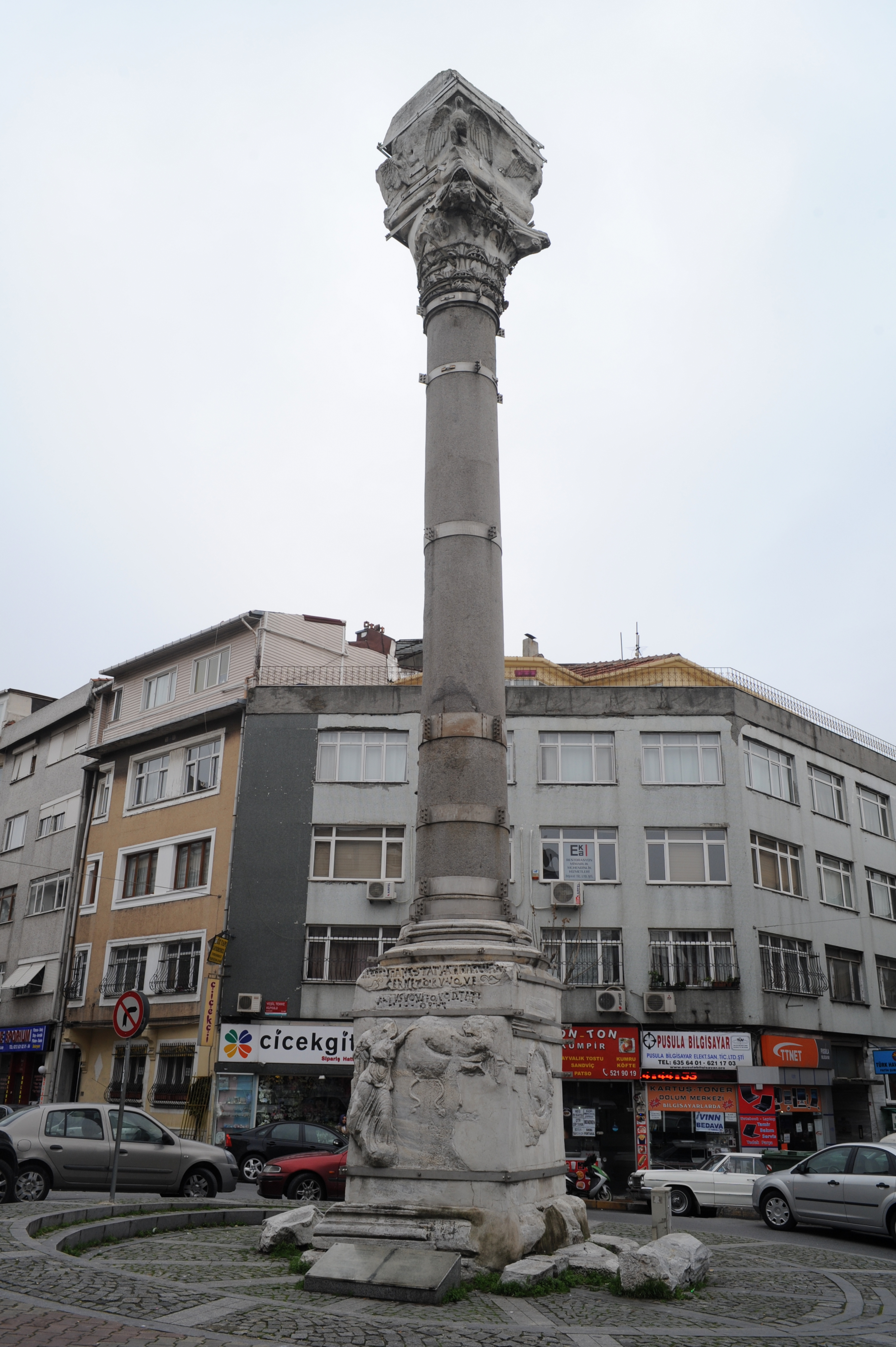
Coluna de Marciano em 2011

## Família
Era filho de um soldado de nome incerto. Eufêmia era sua única filha conhecida e se casou com o imperador Antêmio (r. 467–472) em 453; a identidade de sua mãe é desconhecida. Pulquéria foi sua segunda esposa. Ela fez voto de castidade e o casamento foi uma mera aliança política, que instituiu-o como membro da dinastia teodosiana por matrimônio, nunca tendo sido consumado.

## Legado
Ele foi recebido favoravelmente pelas fontes bizantinas, que frequentemente compararam-o a Constantino I (r. 306–337) e Teodósio I (r. 378–395); Teófanes, o Confessor (século VIII), por exemplo, classificou seu reinado como uma era de ouro: assegurou política e financeiramente o Império Bizantino, estabeleceu uma linha religiosa ortodoxa que os futuros imperadores seguiriam e estabilizou a capital politicamente. Alguns estudiosos atribuem seu sucesso não apenas a sua habilidade, mas também a um grande grau de sorte: não só teve a sorte de ter Pulquéria, membro casável da dinastia reinante, para legitimar seu governo, como em grande parte de seu governo tanto os persas quanto os hunos, as maiores ameaças externas, estavam absorvidos com seus próprios problemas, e não houve desastres naturais durante seu reinado. Era lembrado com carinho pelo povo de Constantinopla, que gritava "Reina como Marciano!" na instalação de futuros imperadores.

### Edifícios
No Fórum de Arcádio, em Constantinopla, uma estátua em sua honra foi edificada junto daquelas de outros imperadores sucessores de Arcádio para adornar o fórum. No mandato do prefeito urbano Taciano (450–452), foi erigida na capital a Coluna de Marciano em sua honra; ainda está de pé na atual Istambul, mas sua estátua que encimava-a foi perdida. A pouco fiável Pátria atribuiu-lhe a construção do Crisotriclino, o principal salão cerimonial e de recepção do Grande Palácio da capital; a Suda atribui a Justino I (r. 518–527). Outras fontes atribuem a construção a Justino II (r. 565–578), com seu sucessor Tibério II (r. 578–582) o concluindo e decorando; o historiador bizantino João Zonaras afirma que Justino II, na verdade, reconstruiu uma construção anterior, que alguns estudiosos identificam como sendo o Salão Heptaconcha de Justiniano (r. 527–565).